# Kappalholmen
Kappalholmen är en ö nära Nötö i Nagu,  Finland.   Den ligger i Pargas stad i den ekonomiska regionen  Åboland  och landskapet Egentliga Finland. Ön ligger omkring 1 kilometer väster om Nötö, omkring 28 kilometer söder om Nagu kyrka,  63 kilometer sydväst om Åbo och 180 km väster om Helsingfors. Närmaste allmänna förbindelse är förbindelsebryggan vid Nötö som trafikeras av M/S Eivor. Arean är 0,32 kvadratkilometer.
Terrängen på Kappalholmen är mycket platt. Öns högsta punkt är 15 meter över havet. Den sträcker sig 0,7 kilometer i nord-sydlig riktning, och 0,7 kilometer i öst-västlig riktning.